# Alonso de Alvarado
Alonso de Alvarado Montaya González de Cevallos i Miranda (* Secadura, Voto (Cantàbria), 1500 - † Llima, 1556) va ser un explorador i conqueridor espanyol.
Fill de García López de Alvarado el Bueno, senyor de la casa de Voz i Rayz a Secadura i en heredamento de les viles de Talamanca i Vilamor, i de María de Miranda, filla de Francisco de Montaya. De petit, va ser criat per la seva tia Teresa de Alvarado, a Hontoria de la Pedrera.
Després de servir una temporada a Guatemala sota les ordres del seu oncle l'Avançat Pedro de Alvarado, va acompanyar a aquest al Perú el 1534. Després de la tornada de Pedro a Guatemala, es va incorporar a les forces de Francisco Pizarro. En poc temps es va convertir en el seu home de confiança i se li van encarregar diverses campanyes d'exploració, conquesta i fundació de ciutats.

## Conquesta dels Chachapoyas
Alonso de Alvarado va ser el precursor de les expedicions que es van internar en l'Amazònía: amb 20 homes va partir del Perú i, remuntant els Andes, va arribar el 1535 a la terra dels Chachapoyes. Expliquen els cronistes que els indígenes de la zona de Cochabamba, encapçalats pel curaca Huamán descendent dels Pocras per l'animal simbòlic "halcón", que venien fugint des de feia anys de la conquesta incaica, van rebre joiosament als castellans, car els veien com a alliberadors de l'opressió inca, i els van obsequiar un calaix replet d'or i dos de plata. Content, Alvarado va tornar al Perú a la recerca de més homes; va passar després a Lima, per demanar al marquès Pizarro autorització per iniciar una entrada i fundar un poble a Chachapoyas. Pizarro no solament li va concedir aquesta autorització, sinó que li va permetre també quedar-se amb l'or i la plata que li havien cedit els indis, perquè solucionés l'expedició. Alvarado va retornar amb més soldats a Cochabamba i després de reunir-se amb la resta de castellans, es van endinsar tots al país dels Chachapoyas. Els acompanyava com aliat el curaca Huamán, qui va ser nomenat Curaca principal del Chachapoyas. En el trajecte els indis li van presentar lluita, però Alvarado va aconseguir l'amistat d'alguns pobles mentre que uns altres van persistir a resistir. Sentint-se ja prou fort, Alvarado va creure arribat el moment de fundar un poblat de castellans a la regió.

## Primera fundació de Chachapoyas
A principis de 1536 Alvarado va fundar la ciutat de Chachapoyas que avui és la capital del Departament de l'Amazones.
La població fundada es va dir San Juan de la Frontera de los Chachapoyas i es va edificar en un lloc denominat Llavantu o Levanto. No obstant això, la naixent vila va haver de ser abandonada quan ni tan sols havia transcorregut un any de fundada, a causa que Alvarado i els seus homes van ser cridats per Pizarro a Lima en esclatar la rebel·lió de Manco Inca (finals de 1536). El 1538 Alvarado va retornar a la regió i va realitzar la segona fundació de Chachapoyas, com més endavant veurem.
Chachapoyas va ser, des de la seva fundació, una ciutat-port de la qual van partir nombroses expedicions cap a la selva. La llegenda del Dorado va acompanyar des de sempre la set de riqueses dels primers exploradors espanyols. Encara que l'entusiasme davant l'apetitosa recompensa comandés els seus somnis, les seves empreses es van veure frustrades per insospitats enemics: el gana, les malalties, els indis i la selva mateixa.
El Daurat, descrit des de l'imaginari del conqueridor, és una ciutat els carrers i temples de la qual estan coberts d'or i guarda en les seves construccions i places, peces fetes d'or massís. Algunes vegades se'l va buscar al nord, des de Chachapoyas; unes altres, des de Quillabamba; en altres ocasions, alguns exploradors més recents van situar el seu rastre (que posteriorment "van perdre") en la selva central i fins i tot a Colòmbia. No obstant això, aquesta llegenda daurada va obrir les portes a la inicial colonització i evangelització d'algunes de les regions més extenses i remotes de Sud-amèrica.

## La seva campanya pacificadora
Alvarado va abandonar Chachapoyas amb 140 soldats espanyols i milers d'indis chachapoyes, forces amb les quals va anar a ajudar els espanyols assetjats per les hosts de Manco Inca. Va baixar per Huamachuco fins a Trujillo, on va evitar que els veïns, temorosos dels inques rebels, abandonessin la ciutat. Va partir després cap a Lima que es trobava assetjada per les forces de Quizu Yupanqui; en arribar allí ja les tropes incaiques s'havien retirat després de la mort del seu cabdill en combat. Pizarro va rebre amb alegria a Alvarado, que en aquell temps ja tenia fama de guerrer, i li va encomanar l'expedició que aniria al Cuzco en socors d'Hernando i Gonzalo Pizarro, assetjats per les tropes de Manco Inca.
Alvarado va sortir de Lima al capdavant de 300 espanyols, a més dels seus auxiliars indis i negres. En el trajecte per Pachacámac va tenir rudes enfrontaments o guazábares amb les forces d'Illa Túpac, cabdill inca que continuava la guerra d'alliberament i que dominava encara gran part de la serra central del Perú. Amb grans esforços Alvarado va arribar a Huarochirí, on se'ls van sumar reforços dirigits per Gómez de Tordoya i Rodrigo Nieto. Reposat de les pèrdues, i amb 500 homes al seu comandament, va continuar la seva marxa pujant els Andes. En el trajecte la seva crueltat es va fer tristament cèlebre; s'explica que va tallar mans i nassos a molts indis com a escarment pel seu suport als inques. A les dones els tallava els sins. Als presoners els marcava en el rostre amb ferro ardent. A uns altres els lligava i els disparava amb canó per aniquilar-los en massa. Els temibles gossos de guerra anaven també complementant la seva horrible labor de “pacificació”.
Va arribar a Jauja, on va desallotjar després de breu combat a una petita guarnició rebel. Allí es va detenir alguns mesos continuant la seva labor de “càstig”. Comptava amb el suport dels curacas Huancas “pro-castellans”, que igual que els Chachapoyes, van ser valuosos aliats dels espanyols durant la conquesta (1537).

## En la guerra entre Pizarro i Almagro
En 1537 van començar les guerres civils que van enfrontar als almagristes i als pizarristas.
El Cuzco, després del final del cèrcol de Manco Inca, havia estat ocupat per Diego d'Almagro, qui va capturar als germans Hernando i Gonzalo Pizarro. Ignorant aquests successos, Alvarado va sortir de Jauja i va continuar la seva marxa cap a la ciutat imperial. Va arribar a la rodalia de Abancay i va instal·lar el seu campament prop del pont sobre el riu Abancay. Assabentat del que havia passat al Cuzco, no va voler negociar amb els almagristes i es va preparar per a la lluita, confiant en el seu exèrcit de 500 soldats. Però les tropes almagristes sota el comandament de Rodrigo Orgóñez el van sorprendre i van derrotar en la batalla del Pont d'Abancay (12 de juliol de 1537). Tot el seu exèrcit es va plegar al d'Almagro.
Alvarado va ser conduït presoner al Cuzco però va aconseguir fugir poc després. Novament al costat dels Pizarro, va comandar un ala de la cavalleria pizarrista durant la batalla de les Salines, on van ser derrotats els almagristes (6 d'abril de 1538). Després de la batalla va capturar al fugitiu Diego de Almagro, qui poc després seria executat.

## Segona fundació de Chachapoyas i fundació de Moyobamba
Fastiguejat de lluitar contra altres castellans, Alvarado va demanar tornar a Lima a fi d'aconseguir gent per prosseguir la conquesta dels Chachapoyes. A Jauja es va trobar amb Francisco Pizarro, qui va ordenar a un dels seus subordinats que fora a Lima a aconseguir-li soldats, i una vegada arribats aquests, Alvarado va marxar cap a Chachapoyas pel país dels chupachos, lluitant en el camí contra el tenaç cabdill inca Illa Túpac, qui mantenia revoltada la regió. Finalment va arribar a la seva destinació, fundant per segona vegada la ciutat de San JUan de la Frontera de Los Chachapoyas (1538). Explica el cronista Pedro Cieza de León sobre aquesta segona fundació (encara que erròniament l'assenyala com la “primera”) el següent: ""En cinc díes del mes de setembre de l'any del naixement de nostre senyor Ihsu Christo de mil cinc-cents trenta-vuit, prop de 60 castellans sota el comandament del capità Alonso de Alvarado es van reunir a […] "Xalca" i van realitzar la primera fundació de Chachapoyas".
En aquesta fundació va estar present el capità Luis Valera, pare del jesuïta chachapoyà Blas Valera, de les cròniques del qual es va nodrir l'Inca Garcilaso de la Vega per a la descripció del Tawantinsuyo en els seus "Comentaris reals dels inques".
A Chachapoyas, Alvarado va tenir coneixement dels fabulosos tresors que una llegendària ciutat guardava en l'espessor de la selva, el mític El Dorado i des d'allí va organitzar noves expedicions que van remuntar l'Alt Marañón i que van arribar fins a les terres dels motilones, descobrint el cabalós riu Huallaga. El seu lloctinent Juan Pérez de Guevara va ser el primer que va arribar a la regió de Moyobamba, on es va fundar després Santiago de los Ocho Valles de Moyobamba per mandat de Alvarado el 25 de juliol de 1540. Una vegada fundada aquesta ciutat, es va convertir al centre de les expedicions cap a la selva de Perú, des d'on partien missioners, soldats, comerciants, fundant ciutats a la Amazonia peruana, portant la civilització hispana i construint els usos europeus.
En 1539 Alvarado va tornar a Lima per aconseguir més reforços i donar compte a Pizarro del seu descobriment del Huallaga i la terra dels motilones. Durant la seva estadía a la capital va tenir baralles amb dos conqueridors, Gómez de Alvarado i Contreras, oncle seu, i Francisco de Chaves, però Pizarro els va fer amistar. Alvarado va retornar a Chachapoyas amb més gent, no sense abans tenir en el trajecte trobades bèl·liques amb les forces de Illa Túpac, l'incansable cabdill inca, qui no seria sotmès fins a 1543.

## En la guerra contra Almagro el Mosso
Novament va tenir Alvarado que deixar Chachapoyas en ocórrer successos greus a Lima (encara que aquesta vegada no va deixar totalment despoblada la vila, a la qual mai més tornaria).
Venjant la mort d'Almagro el Vell, els partidaris de Diego d'Almagro el Mosso van donar mort a Francisco Pizarro el 1541. Alvarado, fidel a la corona espanyola, al febrer de l'any següent va marxar amb les seves tropes cap al poblat de Yungay on va esperar fins al 8 de juny al governador Cristóbal Vaca de Castro, juntament amb el qual va marxar tres dies després cap al sud a la recerca de les forces d'Almagro el Mosso. La trobada es va donar en la batalla de Xucles (16 de setembre de 1542), prop de Huamanga, que va significar la derrota total dels almagristes. Alvarado va comandar l'ala dreta de l'exèrcit realista i li va tocar la part més dura de la baralla, per la qual cosa va ser felicitat per Vaca de Castro.
Després Alvarado va passar a Espanya, on va romandre tres anys. La seva fidelitat a la Corona i els seus mèrits van ser justament honrats per Carles I d'Espanya (conegut també com a Carles V d'Alemanya), qui des de Flandes el va nomenar cavaller de l'Ordre de Santiago i Mariscal del Perú. Per aquests dies es va casar amb Ana de Velasco, de la Casa dels Conestables de Castella, dona de geni fort amb qui va viure a Burgos fins que les notícies de noves turbulències ocorregudes en el Perú, el van treure del seu retir.

## En la guerra contra Gonzalo Pizarro
En 1546, Alvarado va haver de provar novament la seva lleialtat a la Corona enfront de la rebel·lió de Gonzalo Pizarro, germà menor de Francisco. L'autoritat espanyola li va ordenar embarcar-se juntament amb Pedro de la Gasca perquè l'acompanyés al Perú en la seva missió de sufocar la rebel·lió. Van salpar de Sanlúcar, i en el trajecte al Perú van reunir un exèrcit lleial a la Corona, amb el qual van vèncer els gonzalistes en la batalla de Jaquijaguana, que més que batalla va ser un vergonyós desbandi de les forces rebels que es van passar al bàndol del rei (9 d'abril de 1548). Però aquest triomf no va tranquil·litzar els ànims de molts castellans descontents pel creixent control dels enviats de la metròpoli, i les revoltes van continuar pertorbant la pau de regne.

## Revoltes al Cuzco i Charcas
El pretext per als nous revoltosos va ser la supressió del servei personal dels indis. En 1551 es van revoltar al Cuzco Francisco de Miranda, Alonso de Barrionuevo i Alonso Hernández Melgarejo. La Real Audiència va enviar llavors a Alvarado al Cuzco amb els càrrecs de Corregidor i Justícia Major. Alvarado va entrar a la ciutat imperial el 3 de desembre de 1551, ocasionant la fugida de la major part dels revoltosos. No obstant això, va ajusticiar als tres esmentats capitosts i va bandejar a uns altres.
Això no va significar la fi de la rebel·lió doncs molts dels descontents se'n van anar a la província de Charcas (actual Bolívia), encapçalats per Sebastián de Castella. En la vila de la Plata van assassinar al corregidor Pedro d'Hinojosa; després el mateix Castella va ser assassinat pels seus propis seguidors, encapçalats per Vasco de Godínez. Assabentada d'aquests fets, l'Audiència va investir a Alvarado com a Capità General i Jutge de Comissió (12 d'abril de 1553), i el va enviar a pacificar Charcas. Es trobava allí castigant als últims revoltosos quan li va arribar la notícia que al Cuzco s'havia revoltat Francisco Hernández Girón el dia 12 de novembre de 1553.

## Derrota en Chuquinga i defunció.
Hernández Girón, va protagonitzar el que es coneix com la “última revolta dels ordinaris en el Perú”. Va ser investit com a Procurador general i Justícia major del Perú. Alvarado va alçar llavors la bandera del rei a Potosí i va partir amb 1200 homes a lluitar contra Hernández Girón (29 de gener de 1554). Va entrar al Cuzco el 30 de març i va seguir a Parinacochas. Hernández Girón va pujar a la serra des de Nasca (Nazca) i tots dos exèrcits es van trobar en el camp de Chuquinga (província de Aymaraes), el 21 de maig de 1554. La arcabuceria gironista va causar severs danys en l'exèrcit d'Alvarado, qui va sofrir una derrota total.
El mateix Alvarado va ser ferit en el coll i va plorar amargament la seva derrota. Va poder fugir a Lima, on va viure els seus últims dies sumit en la més profunda malenconia, sense dir amb prou feines paraules. Solament dos noms semblava aflorar en els seus records: el Pont de Abancay i el camp de Chuquinga, les dues batalles que havia perdut ignominiosament. Molts van creure que s'havia tornat boig. En tal situació penosa va morir el 1556.

## Descedència
Del seu matrimoni amb Ana de Velasco i Avendaño, filla de Martín Ruiz de Avendaño i Gamboa i Isabel de Velasco, va tenir un fill:
- García López de Alvarado i Velasco, primer Comte de Villamor.